# Płomjo

Logo der Kinderzeitschrift Płomjo

Płomjo ([pwɔmjo], deutsch: die Flamme) ist die einzige obersorbische Kinderzeitschrift. Sie wird, ebenso wie ihr Pendant in niedersorbischer Sprache Płomje, vom Witaj-Sprachzentrum herausgegeben und erscheint im Domowina-Verlag.

## Geschichte

### Deutsches Kaiserreich und Weimarer Republik
Bereits 1906 bis 1914 sowie nunmehr von 1923 bis 1930 erschien eine religiöse sorbischsprachige Kinderzeitschrift mit dem Namen Raj (das Paradies).

### DDR
Ab 1952 erschien Płomjo zweimal monatlich, ab 1955 Płomje einmal monatlich. Von 1952 bis 1955 publizierte die Zeitschrift die FDJ-Bezirksleitung Dresden, ab 1955 dann der FDJ-Zentralrat. Sie umfasste 24 Seiten je Ausgabe, davon 8 Seiten in Mehrfarben-Offsetdruck. Bis zur Wende war sie eine Kinder- und Pionierzeitschrift für sorbische und sorbischlernende Kinder. Noch 1960 hatten beide Zeitschriften 6000 Abonnenten und wurden von 2000 Schülern an 49 Schulen gelesen. Im Jahr 1972 erhielten die Zeitschriften den Ćišinski-Preis 1. Klasse. Einer der regelmäßigen Illustratoren war Steffen Lange.

#### Inhalt
Inhalt waren Beiträge und Materialien zum Geschichts-, Sorbisch- und Heimatkundeunterricht und zur Geschichte und Kultur der Sorben. Reportagen, Erzählungen, Märchen, Gedichte, Lieder, Beiträge über Sport, Technik und Wissenschaft, Rätsel, Humor, Spiele, Bastel und andere Beilagen.

### Heute
Sie erscheint heute monatlich und richtet sich an Kinder mit sorbischer Muttersprache, aber auch an jene, die z. B. die Witaj-Kindergärten oder Witaj-Klassen besuchen und somit die sorbische Sprache erlernen, da zu den Texten auch meistens eine kleine Vokabelhilfe zu finden ist. Die Zeitschriften werden vom WITAJ-Sprachzentrum, in dem sich auch die Redaktionen befinden, herausgegeben und erscheinen im Domowina-Verlag GmbH Bautzen. Das Heft in niedersorbischer Sprache hat einen Umfang von 32 Seiten. Das  Heft in obersorbischer Sprache erscheint im Umfang von 40 Seiten im Format A5.
Die Auflage von Płomjo lag im Jahr 2004 bei 1600, jene von Płomje bei 850 Stück.
Chefredakteur von Płomjo ist Pětr Šołta.
Chefredakteur des Płomje ist Bernd Melcher.